# ドリュー・ジョーンズ
- ドルー・ジョーンズ

アンドリュー・ニコラス・ジョーンズ（Andruw Nicholas Jones, 2003年11月28日 - ）は、アメリカ合衆国ジョージア州アトランタ出身のプロ野球選手（外野手）。右投右打。MLBのアリゾナ・ダイヤモンドバックス傘下所属。
父は元プロ野球選手のアンドリュー・ジョーンズ。

## 経歴
高校時代から注目を集め、2019年には高校卒業後にヴァンダービルト大学へ進学する予定であることを発表した。
2022年にMLB公式サイトが発表したドラフト候補選手のランキングにて、全体1位にランクインした。その後、この年のMLBドラフト1巡目（全体2位）でアリゾナ・ダイヤモンドバックスから指名され、予定していた大学進学を取りやめプロ入り。契約金は818万ドル。

## 選手としての特徴
父に比べて長身痩躯だが、5ツールプレイヤーの資質を持つ。マイク・キャメロンと比較されることもある。